# Confine tra Angola e Zambia
Il confine tra l'Angola e lo Zambia ha una lunghezza di 1065 km e va dal triplice confine con la Repubblica Democratica del Congo al triplice confine con la Namibia.

## Descrizione
Il tracciato inizia al triplice confine con la Repubblica Democratica del Congo e utilizza vari fiumi e linee rette per circa 165 miglia verso sud fino al 13º parallelo sud. Il confine si estende poi verso ovest per 135 miglia lungo il 13º parallelo fino a raggiungere il 22º meridiano est che lo percorre verso sud per altre 220 miglia. Il resto del tracciato che va fino al triplice confine con la Namibia è costituito da segmenti rettilinei che si diramano nei pressi del fiume Kwando.
Il confine separa le province angolane di Moxico e di Cuando Cubango dalle province zambiane Nord-Occidentale e Occidentale.

## Storia

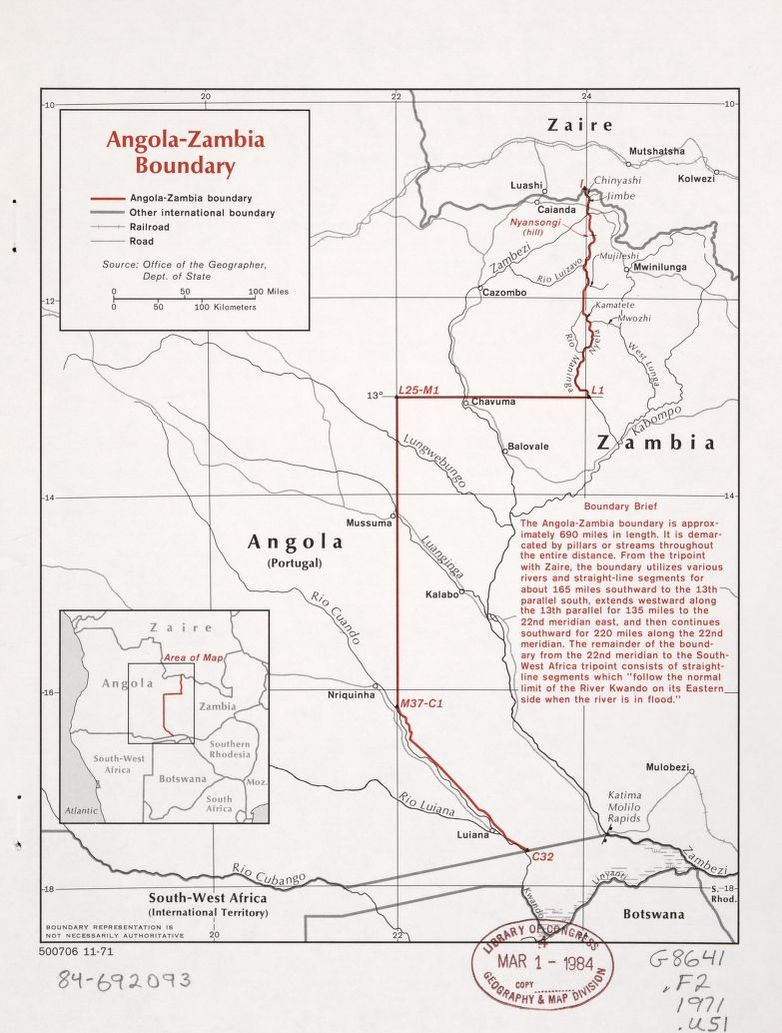
Mappa del confine tra Angola e Zambia

Il confine emerse durante l'epoca coloniale quando gli odierni territori di Angola (conosciuta Africa occidentale portoghese) e dello Zambia (chiamata Rhodesia settentrionale) rientravano rispettivamente sotto la sfera d'influenza portoghese e britannica. 
Il Portogallo e il Regno Unito stabilirono un confine tra le loro sfere di influenza nell'Africa centrale mediante un trattato nel 1891. Le questioni relative al limite occidentale del confine del Barotseland (un'area a nord-ovest della Rhodesia) portò alla sottoscrizione di un accordo tra le parti per la nomina del re d'Italia Vittorio Emanuele III come arbitro della controversia. 
Nel 1905 il re d'Italia modificò la linea iniziale e determinò l'allineamento dell'attuale confine Angola-Zambia, spostando nella parte meridionale la linea iniziale della frontiera dallo Zambesi al fiume Kwando. 
Il territorio sotto l'amministrazione della British South Africa Company riorganizzato come Rhodesia settentrionale venne trasferito al British Colonial Office nel 1924. Tra il 1º agosto 1953 e il 31 dicembre 1963, il Nyasaland, Rhodesia settentrionale, e la Rhodesia meridionale, furono membri della Federazione della Rhodesia e del Nyasaland. La Rhodesia settentrionale ottenne l'indipendenza come Repubblica di Zambia il 24 ottobre 1964. 
La colonia dell'Angola, che divenne una provincia d'oltremare del Portogallo nel 1951, ottenne l'indipendenza nel 1975. 

## Attraversamenti al confine
Il confine è ufficialmente chiuso e risulta pericoloso da attraversare. Sul lato zambiano la strada T5 che va da ovest a nord-ovest per 35 chilometri, nel distretto di Ikelenge, termina al confine con l'Angola.

## Ecosistema
L'area di conservazione transfrontaliera Okavango-Zambesi si trova a cavallo dei confini di cinque paesi africani, tra i quali Angola e Zambia.